# Puig
Puig (noto anche come El Puig de Santa María) è un comune spagnolo di 8 670 abitanti situato nella comunità autonoma Valenciana.